# العلاقات بين الاتحاد الأوروبي وتركيا
تأسست العلاقات بين الاتحاد الأوروبي وتركيا في عام 1959، وأُضفي الطابع الرسمي على الإطار المؤسسي باتفاقية أنقرة لعام 1963. تركيا هي أحد الشركاء الرئيسيين للاتحاد الأوروبي في الشرق الأوسط، وكلاهما عضوان في الاتحاد الجمركي بين الاتحاد الأوروبي وتركيا. للاتحاد الأوروبي وتركيا حدود برية مشتركة، من خلال بلغاريا، واليونان، وهما من الدول الأعضاء في الاتحاد الأوروبي.
تقدمت تركيا بطلب للانضمام إلى الاتحاد الأوروبي منذ عام 1987، وتوقفت مفاوضات الانضمام في عام 2016. انتقد الاتحاد الأوروبي تركيا لانتهاكها حقوق الإنسان، والعجز في سيادة القانون. عبّر مسؤولو الاتحاد الأوروبي عن رأي مفاده أن السياسات التركية المُخططة، تنتهك شروط كوبنهاجن لاستحقاق العضوية في الاتحاد الأوروبي.
صرح مجلس الشؤون العامة للاتحاد الأوروبي في 26 يونيو عام 2018، أن «المجلس لاحظ أن تركيا اتجهت بعيدًا عن الاتحاد الأوروبي، ووصلت بالتالي مفاوضات انضمام تركيا فعليًا إلى طريق مسدود، مع عدم إمكانية النظر في فتح بنود أخرى أو إغلاقها، ولا يُتوقّع مزيد من العمل من أجل تحديث الاتحاد الجمركي بين الاتحاد الأوروبي وتركيا».

## تاريخ العلاقات
كانت تركيا من أوائل الدول التي سعت إلى التعاون الوثيق مع الجماعة الاقتصادية الأوروبية الشابة (أي أي سي)، في عام 1959. تحقق هذا التعاون في إطار «اتفاقية الشراكة» المعروفة باسم اتفاقية أنقرة، التي وُقّعت في 12 سبتمبر عام 1963. كان إنشاء «اتحاد جمركي» حتى تتمكن تركيا من تجارة السلع والمنتجات الزراعية، مع دول المجموعة الاقتصادية الأوروبية (أي أي سي) دون قيود، من العناصر المهمة في هذه الخطة. كان الهدف الرئيسي لاتفاقية أنقرة هو تحقيق «التقدم المستمر في الظروف المعيشية في تركيا، وفي الجماعة الاقتصادية الأوروبية، من خلال التقدم الاقتصادي المتسارع، والتوسع المتناغم للتجارة، وتقليل التفاوت بين الاقتصاد التركي والجماعة».

### مفاوضات الانضمام
يعد التوسيع من أقوى أدوات الاتحاد الأوروبي السياسية. تعتبر عملية تدار بعناية، وتساعد على تغيير الدول المعنية، وتوسيع السلام، والاستقرار، والازدهار، والديمقراطية، وحقوق الإنسان، وسيادة القانون في جميع أنحاء أوروبا. اتخذت عملية التوسيع التي يتبعها الاتحاد الأوروبي خطوة كبيرة إلى الأمام، في 3 أكتوبر 2005، عندما فُتحت مفاوضات الانضمام مع تركيا وكرواتيا. افتتح المرشحان رسميا المرحلة التالية من عملية الانضمام، بعد سنوات من التحضير.
تتعلق المفاوضات باعتماد وتنفيذ مجموعة قوانين الاتحاد الأوروبي، والمعروفة باسم التشريعات. تتكون التشريعات من حوالي 130,000 صفحة من الوثائق القانونية، مجمّعة في خمسة وثلاثين فصلًا، وتشكل القواعد التي يجب على الدول الأعضاء في الاتحاد الأوروبي الالتزام بها. تحتاج تركيا- كدولة مرشحة- إلى تكييف جزء كبير من تشريعاتها الوطنية بما يتماشى مع قانون الاتحاد الأوروبي، ويعني ذلك تغييرات أساسية في المجتمع، والتي ستؤثر على جميع قطاعات البلد تقريبًا، من البيئة إلى القضاء، والنقل، والزراعة، بين جميع شرائح السكان. لا تتفاوض الدولة المرشحة حول تشريعات الاتحاد الأوروبي، إذ يجب أن تُعتمد هذه القواعد بالكامل من قبل الدولة المرشحة.
الجانب التفاوضي منصبّ على ظروف مواءمة وتنفيذ التشريعات، أي كيف تُطبّق القواعد ومتى، ولا تعتبر مفاوضات الانضمام مفاوضات بالمعنى الكلاسيكي، لهذا السبب. يجب أن تجعل الدولة المرشحة مؤسساتها، وقدراتها الإدارية، وأنظمتها الإدارية والقضائية منوطة بالاتحاد الأوروبي، على كل من المستوى الوطني والإقليمي، حتى تحصل على العضوية.
يسمح لهم ذلك بتنفيذ التشريعات بشكل فعال عند الانضمام، وعند الضرورة، ليكونوا قادرين على تنفيذها بشكل فعال في الوقت المناسب قبل الانضمام، ويتطلب هذا إدارة عامة جيدة الأداء، ومستقرة، ومبنية على خدمة مدنية، تتسم بالكفاءة والحياد، ونظام قضائي مستقل وفعال.
صوت البرلمان الأوروبي في 24 نوفمبر عام 2016، على تعليق مفاوضات الانضمام مع تركيا، بسبب مخاوف بشأن حقوق الإنسان وسيادة القانون، لكن لم يكن هذا القرار ملزمًا. قرر المجلس الأوروبي في 13 ديسمبر (الذي يضم رؤساء الحكومات أو الدول الأعضاء)، أنه لن يفتح أي مجالات جديدة في محادثات عضوية تركيا في «الظروف السائدة»، بينما يجعل مسار تركيا نحو الحكم الاستبدادي، انضمامها إلى الاتحاد الأوروبي مستحيلا.
أعرب مسؤولو الاتحاد الأوروبي في عام 2017، عن أن السياسات التركية المخططة، تنتهك شروط كوبنهاجن لاستحقاق العضوية في الاتحاد الأوروبي.
صرح مجلس الشؤون العامة للاتحاد الأوروبي في 26 يونيو عام 2018، أن «المجلس لاحظ أن تركيا اتجهت بعيدًا عن الاتحاد الأوروبي، ووصلت بالتالي مفاوضات انضمام تركيا للاتحاد الأوروبي فعليًا إلى طريق مسدود، مع عدم إمكانية النظر في فتح بنود أخرى أو إغلاقها، ولا يُتوقّع مزيد من العمل من أجل تحديث الاتحاد الجمركي بين الاتحاد الأوروبي وتركيا»، وأضاف المجلس أنه «قلق بشكل خاص إزاء التراجع المستمر، والمقلق للغاية، بشأن سيادة القانون والحقوق الأساسية بما في ذلك حرية التعبير».
مراحل الإنجاز الرئيسية
- 1963 توقيع اتفاقية شراكة بين تركيا والاتحاد الأوروبي.
- 1987 تقديم تركيا لطلب العضوية الكاملة.
- 1993 بدء مفاوضات الاتحاد الأوروبي والاتحاد الجمركي التركي.
- 1996 دخل الاتحاد الجمركي بين الاتحاد الأوروبي وتركيا حيّز النفاذ.
- 1999 في قمة هلسنكي، أعطى المجلس الأوروبي تركيا مرتبة الدولة المرشحة لعضوية الاتحاد الأوروبي، بعد توصية اللجنة في تقريرها الدوري الثاني حول تركيا.
- 2001 تبنى المجلس الأوروبي الانضمام إلى شراكة الاتحاد الأوروبي وتركيا، موفرا دليل تفصيلي لعملية انضمام تركيا إلى الاتحاد الأوروبي. تبنت الحكومة التركية البرنامج الوطني لاعتماد التشريعات (إن بّي إيه إيه)، مما يعكس الانضمام إلى الشراكة. قرر المجلس الأوروبي في قمة كوبنهاجن، زيادة الدعم المالي للاتحاد الأوروبي بشكل ملحوظ، من خلال ما يسمى الآن «أداة ما قبل الانضمام» (آي بّي إيه).
- 2004 قرر المجلس الأوروبي فتح مفاوضات الانضمام مع تركيا.
- 2005 افتتاح مفاوضات الانضمام.
- 2016 صوت البرلمان الأوروبي على تعليق مفاوضات الانضمام مع تركيا، بسبب مخاوف بشأن حقوق الإنسان وسيادة القانون.
- 2018 أشار مجلس الشؤون العامة للاتحاد الأوروبي إلى أن «المجلس لاحظ أن تركيا اتجهت بعيدًا عن الاتحاد الأوروبي، ووصلت بالتالي مفاوضات انضمام تركيا فعليًا إلى طريق مسدود، مع عدم إمكانية النظر في فتح بنود أخرى أو إغلاقها، ولا يُتوقّع مزيد من العمل من أجل تحديث الاتحاد الجمركي بين الاتحاد الأوروبي وتركيا».

### التعاون المؤسسي
تُستخدم اتفاقية الشراكة بين تركيا والاتحاد الأوروبي كأساس لتنفيذ عملية الانضمام. أُنشئت العديد من المؤسسات لضمان الحوار والتعاون السياسي، طوال عملية إعداد العضوية.
مجلس الشراكة
يتألف المجلس من ممثلين عن الحكومة التركية، والمجلس الأوروبي، واللجنة الأوروبية، ويفيد في تشكيل العلاقات بين تركيا والاتحاد الأوروبي، وتوجيهها. يتمثل هدفه في تنفيذ اتفاقية الشراكة في القضايا السياسية، والاقتصادية، والتجارية. يجتمع مجلس الشراكة مرتين في السنة، على المستوى الوزاري. يتخذ المجلس القرارات بالإجماع. تملك تركيا صوت واحد وكذلك الاتحاد الأوروبي.
لجنة الشراكة
تجمع لجنة الشراكة بين خبراء من الاتحاد الأوروبي وتركيا، لدراسة القضايا التقنية المتعلقة بالشراكة، وإعداد جدول أعمال مجلس الشراكة. نوقشت بنود المفاوضات في ثمان لجان فرعية منظمة على النحو التالي:
1. لجنة الزراعة، والثروة السمكية.
2. لجنة السوق الداخلية، والمنافسة.
3. لجنة التجارة، ومنتجات الصناعة والجماعة الأوروبية للفحم والصلب (أي سي إس سي).
4. لجنة القضايا الاقتصادية والمالية.
5. لجنة الابتكار.
6. لجنة النقل، والبيئة، والطاقة.
7. لجنة التنمية الإقليمية، والتوظيف، والسياسة الاجتماعية.
8. لجنة الجمارك، والضرائب، وتجارة المخدرات، وغسل الأموال.